# 청하군 (중국)
청하군(淸河郡), 감릉군(甘陵郡)은 중국의 옛 행정 구역이다. 군국제 시행 시의 왕국령으로서는 청하국(淸河國), 감릉국(甘陵國)이라 한다.

## 전한
진희의 난(기원전 197년) 당시 상산군과 함께 청하란 지명이 언급되므로, 이때에는 이미 있었으며 고제가 조나라의 지군인 거록군을 분할해 조나라의 지군으로서 설치한 것으로 추정된다.
전한 무제가 13주를 두면서 기주에 속했다. 경제 3년(기원전 153년) 조나라가 오초칠국의 난에 가담하자 회수돼 한나라에 속했다. 전한 경제가 경제 중3년(기원전 147년)에 아들 청하애왕 유승을 봉하면서 청하국이 되었고, 애왕이 재위 12년 만에 아들 없이 죽으면서 청하군이 되었다. 무제 시대인 원정 3년(기원전 114년)에 대나라를 폐하면서 대왕 유의(청하강왕)를 이봉하여 다시 청하국을 세웠다. 선제 시대인 지절 4년(기원전 66년)에 청하왕 유년이 여동생과 사통해 유년의 왕위를 빼앗고 청하국을 폐해 다시 청하군으로 돌렸다. 초원 2년(기원전 47년)에 선제가 아들 중산애왕 유경을 봉하면서 다시 청하국이 되었고, 3년(기원전 46년)에 유경이 중산왕으로 옮겨 봉해지면서 다시 청하군이 되었다.
청하강왕 유의의 아들들이 추은령에 따라 포령(蒲領), 남곡(南曲), 수시(修市), 동창(東昌), 신향(新鄕), 수고(脩故), 동양(東陽)의 후작으로 봉해지면서 청하국의 판도는 줄어들었는데, 이 중 동양, 신향, 수고는 다시 청하군의 관할에 속했으나 수고현은 이후의 인구조사에서 사라졌고 수시는 발해군의 소속으로 넘어갔다. 평제 시기에 시행된 원시 2년(2년)의 인구조사에 따르면 호구 20만 1774호, 인구 87만 5422명이 있었다. 14현을 두었다.
| 현명     | 한자     | 대략적 위치            | 비고                                                                                         |
| -------- | -------- | ---------------------- | -------------------------------------------------------------------------------------------- |
| 청양현   | 淸陽縣   | 싱타이시 칭허현 남동   | 청하국의 서울이며, 청하군의 치소다. 청양후 왕흡의 후국이 있었다.                             |
| 동무성현 | 東武城縣 | 헝수이시 구청현 남     |                                                                                              |
| 역막현   | 繹幕縣   | 더저우시 핑위안현 북서 |                                                                                              |
| 영현     | 靈縣     | 랴오청시 가오탕현 남   | 하수의 지류 명독하(鳴犢河)가 나와 동북에서 조(蓨)에 이르러 둔씨하(屯氏河)로 들어간다.        |
| 적현     | 厝縣     | 랴오청시 린칭시 북동   |                                                                                              |
| 유현     | 鄃縣     | 더저우시 핑위안현 남서 |                                                                                              |
| 패구현   | 貝丘縣   | 랴오청시 남            | 도위가 다스린다.                                                                             |
| 신성현   | 信成縣   | 싱타이시 칭허현 북서   | 장갑하(張甲河)가 둔씨별하(屯氏別河)에서 나와 동북에서 조(蓨)에 이르러 장수(漳水)로 들어간다. |
| 사제현   | 莎題縣   | 헝수이시 짜오창현 남서 |                                                                                              |
| 동양현   | 東陽縣   | 더저우시 우청현 북동   | 청하강왕의 아들 유홍의 후국이다.                                                             |
| 신향현   | 信鄕縣   | 더저우시 샤진현 서     | 청하강왕의 아들 유표의 후국이다.                                                             |
| 요현     | 繚縣     | 싱타이시 난궁시 남동   |                                                                                              |
| 조강현   | 棗彊縣   | 헝수이시 짜오창현 남동 |                                                                                              |
| 복양현   | 復陽縣   | 헝수이시 구청현 서     |                                                                                              |

## 신
군의 이름을 평하(平河)로 고치고, 다음 현의 이름을 고쳤다.
| 전한       | 신         |
| ---------- | ---------- |
| 영(靈)     | 파(播)     |
| 적(厝)     | 적치(厝治) |
| 유(鄃)     | 선륙(善陸) |
| 동양(東陽) | 서릉(胥陵) |
| 복양(復陽) | 악세(樂歲) |

## 후한
7현, 12만 3964호, 76만 418명을 다스렸다. 건초 7년(82년) 6월 갑인일에 태자 유경이 폐위되고 청하왕으로 봉해지면서 왕국이 되었다. 건화 원년(147년), 청하왕 유산이 반역에 연루되어 왕위에서 쫓겨나면서 청하국은 폐지되었다. 건화 2년, 이름을 감릉(甘陵)으로 고치고 안평왕의 아들 유리(劉理)를 왕으로 봉했다. 건안 11년(205년), 감릉국을 폐해 감릉군으로 했다.
후한 말기 원소가 기주를 장악하면서 원소의 세력권에 편입되었는데, 원소사후 조조가 원담을 토벌할 때 주요 점령지중 하나가 되었다.
| 현명     | 한자     | 비고 |
| -------- | -------- | --- |
| 감릉현   | 甘陵縣   | 안제시기 적현(厝縣)에서 지금의 이름으로 개명되었다. 조조가 원담을 공격할 때 업을 포위했을 때 원담이 본현과 안평국, 발해군, 하간군을 점령하고 중산군의 원상을 공격했다. |
| 패구현   | 貝丘縣   | |
| 동무성현 | 東武城縣 | 조조의 모사중 한명인 최염의 출생지이다. |
| 유현     | 鄃縣     | |
| 영현     | 靈縣     | 97년(후한 화제 영원 9년) 복구되었다. |
| 역막현   | 繹幕縣   | |
| 광천현   | 廣川縣   | 원래 신도군의 속현이었다. 극진성(棘津城)이 있다. |
| 신향현   | 信鄕縣   | 후한 순제때 안평현(安平縣)으로 개명되었고 탁군을 거쳐 안평국으로 이관되었다.                                                                                           |

## 위진
226년(조위 문제 황초 7년) 8월 12일 조비의 아들 조경이 청하왕으로 임명되면서 청하국으로 승격되었다. 6현 22,000호를 거느렸다.
| 현명     | 한자     | 대략적 위치                      | 비고                                            |
| -------- | -------- | -------------------------------- | ----------------------------------------------- |
| 청하현   | 淸河縣   | 랴오청 시 린칭 시 북동           | 서진대에 감릉현에서 지금의 이름으로 개명되었다. |
| 동무성현 | 東武城縣 | 헝수이 시 구청 현 남 서반둔 일대 |                                                 |
| 역막후국 | 繹幕候國 | 더저우시 핑위안현 북서           |                                                 |
| 패구현   | 貝丘縣   | 랴오청 시 린칭 시 남             |                                                 |
| 영현     | 靈縣     | 랴오청시 가오탕현 남             |                                                 |
| 유현     | 鄃縣     | 더저우시 핑위안현 남서           |                                                 |

## 북위
401년(북위 도무제 천흥 4년) 상주가 신설됨에 따라 위군, 광평군, 양평군, 급군, 돈구군과 함께 상주로 내속되었다. 4현 26,033호 123,670명을 거느렸다.
| 현명   | 한자   | 대략적 위치                               | 비고                                                    |
| ------ | ------ | ----------------------------------------- | ------------------------------------------------------- |
| 청하현 | 淸河縣 | 랴오청 시 샤진 현                         | 하성(河城)이 현경내에 있었다.                           |
| 패구현 | 貝丘縣 | 랴오청 시 린칭 시 동남 대신장(大辛庄)일대 |                                                         |
| 후성현 | 候城縣 | 더저우 시 우청 현 양장(楊庄)일대?         | 489년(북위 효문제 태화 13년) 후성(候城)에서 신설되었다. |
| 무성현 | 武城縣 | 변화없음                                  | 동무성현에서 지금의 이름으로 개명되었다.                |

## 북주, 수
북주에서 패주(貝州)가 신설되었을 때 청하군이 본주의 속군이 되었다. 14현 36,544호를 거느렸다.
| 현명   | 한자   | 대략적 위치                              | 비고 |
| ------ | ------ | ---------------------------------------- | --- |
| 청하현 | 淸河縣 | 싱타이 시 웨이 현 후관진(侯贯镇)         | 개황초기 청하군이 폐지되면서 무성현(武城縣)에서 지금의 이름으로 개명되었고 새로운 무성현을 따로 신설했다. 596년(수 문제 개황 16년) 하진현(夏津縣)이 신설되었다가 대업초기 폐지되었고 청하군이 설치되었다. |
| 청양현 | 淸陽縣 | 랴오청 시 린칭 시 송림진(松林鎭)일대     | 북제때 후성현이 청하현에 통폐합되었고 청하현이 패구현에 통폐합되었다. 586년(수 문제 개황 6년) 청양현으로 개명되었다.                                                                                      |
| 무성현 | 武城縣 | 더저우 시 우청 현 노권둔진(鲁权屯镇)일대 | 개황초기 상성현(上城縣)에서 지금의 이름으로 개명되었다. |
| 역정현 | 曆亭縣 | 더저우 시 우청 현 동                     | 596년 무성현에서 분리신설되었다. |
| 장남현 | 漳南縣 | 헝수이 시 구청 현 고성진(故城鎭)         | 586년 동양현(東陽縣)으로 신설되었으나 598년 지금의 이름으로 개명되었다. 북위때 만들어진 삭로성(索盧城)이 현경내에 있었는데, 북제때 조강현(棗强縣)으로 소속이 바뀌었다가 지금에 이르렀다.                  |
| 유현   | 鄃縣   | 헝수이 시 샤진 현                        | 596년 복구되었다. |
| 임청현 | 臨淸縣 | 싱타이 시 린시현                         | 북제때 폐지되었다가 586년 복구되었다. 또한 596년 사구현(沙丘縣)이 신설되었으나 대업초 폐지되었다. |
| 청천현 | 淸泉縣 | 싱타이 시 린시 현 동남 연점진일대        | 북제때 천동현(千童縣)이 편입되었다. |
| 청평현 | 淸平縣 | 랴오청 시 린칭 시 동남 강장진서쪽일대    | 586년 패구현으로 신설되었으나 596년에 지금의 이름으로 개명되었다. |
| 고당현 | 高唐縣 | 더저우 시 가오탕 현                      | 북위때 남청하군에 속했으나 북제때 본운이 폐지되면서 청하군의 속현이 되었다. |
| 경성현 | 經城縣 | 싱타이 시 웨이 현 경진(经镇)             | 북제때 폐지되었다가 586년 복구되었다. 596년 부성현(府城縣)이 신설되었다가 대업초기 폐지되었다. |
| 종성현 | 宗城縣 | 싱타이 시 웨이 현 동                     | 619년 광종현(廣宗縣)에서 지금의 이름으로 개명되었다. |
| 박평현 | 博平縣 | 랴오청 시 츠핑 현 왕채과촌(王菜瓜村)     | 586년 영현(靈縣)이 분리복치되었다가 대업초 폐지되었다. |
| 치평현 | 茌平縣 | 랴오청 시 츠핑 현 동                     | 북제때 폐지되었다가 개황초에 복구되었다. |